# Drosophila longiseta
Drosophila longiseta är en tvåvingeart som beskrevs av Percy H. Grimshaw 1901. Drosophila longiseta ingår i släktet Drosophila och familjen daggflugor.
Artens utbredningsområde är Hawaii.